# Vajkovce
Vajkovce este o comună slovacă, aflată în districtul Košice-okolie din regiunea Košice. Localitatea se află la altitudinea de 209 m deasupra n.m., se întinde pe o suprafață de 3,89 km2 și în 2017 număra 914 locuitori.

## Istoric
Localitatea Vajkovce este atestată documentar din 1630.

## Demografie
| An:                | 1994 | 2004   | 2014    | 2024    |
| ------------------ | ---- | ------ | ------- | ------- |
| Număr de persoane: | 494  | 522    | 742     | 933     |
| Diferență:         |      | +5,66% | +42,14% | +25,74% |

| An:                | 2023 | 2024   |
| ------------------ | ---- | ------ |
| Număr de persoane: | 943  | 933    |
| Diferență:         |      | −1,06% |